# Hipervitaminoză
Hipervitaminoza este o intoxicație cu preparate vitaminice administrate în doze mai mari decât cele prevăzute în scop profilactic. Mai des se constată hipervitaminoza vitaminei D care se caracterizează prin excitare, apoi prin  depresie; poate se  survină stupoarea (adinamie și indiferență completă) întreruptă  de convulsii. Respirația este îngreunată, apare senzația de sete, pielea devine palidă și lipsită de elasticitate, crește temperatura corpului (37-38°C) și tensiunea arterială, se măresc în  volum ficatul și splina. Funcția rinichilor este dereglată.
Profilaxie. Interzicerea  preparatelor vitaminice D pentru persoanele corpolente  și bolnavii cu  regim la pat; aceste  preparate nu se recomandă  persoanelor care suferă de boli de  rinichi sau de boli cardiovasculare. Hipervitaminoza vitaminei A se caracterizează prin slăbiciune, dureri de cap, grețuri, vomitări, creșterea  temperaturii corpului, înroșirea pielii feței, prurit, dureri în articulații și oase, mărirea  ficatului și splinei etc.; la copii – prin  lipsa poftei de mâncare, creșterea excitabilității, prurit, indurații puțin dureroase în țesuturile moi, limitarea mișcărilor în articulații, căderea părului de pe cap etc.